# Худ (пророк)
Ху́д (араб. هود‎) — исламский пророк, отождествляется с ветхозаветным Евером.
Пророк Худ упомянут в семи местах Корана. В Коране описываются события, произошедшие между пророком Худом и его народом. Как бы Худ ни обращался к своему народу с призывом, они отворачивались от него, отвечая враждебностью. Народ Худа, адиты — это возгордившиеся своим величием и богатством люди. Оповещая их, пророк Худ говорил им о том, что богатства, которые они имеют, благодаря милости Аллаха. В настоящее время эти некогда плодородные земли, где раньше жил народ Худа, представляют собой пустыню. Но в те времена эти места были благодатными, леса смягчали резкий климат района и делали его благоприятным для жизни. Была и пустыня, однако она не занимала такого пространства как сейчас. Но, несмотря на эту милость Аллаха, народ Худа не был благодарен своему Господу за те щедроты, которые имел, а наоборот, упорствовал в своём безбожии и распутстве. Заметив облако, люди так и не поняли, что это на самом деле. Они приняли это облако за дождевое, так как оно действительно очень похоже на дождевое облако. Буря, поднимающая массы песка, издалека действительно похожа на дождевую тучу. Возможно, и народ Худа обманулся таким видом облака и не ожидал иного поворота событий. В Коране сообщается, что народ Худа был уничтожен «ветром морозным». Этот ветер бушевал в течение восьми дней и семи ночей и полностью уничтожил адитов. В итоге их, как и предыдущие народы, постигла Божья кара. Плодородные угодья, оросительные каналы, плотины — всё покрылось песками, а сам город и его обитатели были погребены заживо. Ужасная песчаная буря уничтожила адитов.